# 竹俣厚綱
竹俣 厚綱（たけのまた あつつな、宝暦2年（1752年） - 文化元年2月26日（1804年4月6日））は、江戸時代後期の出羽国米沢藩の重臣。通称は友弥、備中、兵庫。隠居号は譲賢斎。諱は厚綱。家格は侍組分領家。父は竹俣当綱。

## 生涯
天明2年（1782年）10月29日に、父の当綱は米沢藩家中で藩祖とされる上杉謙信の命日に祝宴をしていたなどの罪により、隠居・押込となったが、父の罪に連座することなく竹俣家の家督を相続した。天明3年（1783年）11月に侍頭に就任する。
寛政元年（1789年）11月23日に江戸家老となる。寛政3年（1791年）に中条至資の推挙で、隠居していた莅戸善政が政界復帰し、寛三の改革が始めるとこれに協力。
寛政4年（1792年）12月11日に奉行（他藩の国家老相当）に就任する。寛政5年（1793年）の、江戸の豪商で米沢藩融資先である三谷家への金策依頼を取り持つのに功があった。
しかし、莅戸の提唱する赤湯村遊女の廃止には太宰春台の「経済録」を引用して、尊敬する藩校提学の神保綱忠とともに反対の立場をとったが、結局、寛政7年（1795年）に赤湯村遊女は廃止となる。
寛政10年（1798年）3月16日に奉行を辞職し隠居した。隠居後は詩作を楽しみ、後進の指導にあたったという。